# Issus (zoologia)
Issus Fabricius, 1803 è un genere di insetti della famiglia degli Issidae (Rincoti Omotteri, superfamiglia Fulgoroidea).
Come la maggior parte dei componenti dell'ordine degli Hemiptera, si nutrono della linfa floematica che estraggono grazie al loro rostro.
Sono gli unici animali a possedere un sistema di locomozione che funzioni con degli ingranaggi, e Issus coleoptratus è il primo esemplare di Fulgoroide del quale sia stato formalmente descritto questo meccanismo.

## Descrizione
Il genere Issus include piccoli insetti che generalmente non volano, con un corpo tozzo, caratterizzato dalle tonalità più svariate di marrone, e ali dalle venature molto pronunciate.

## Distribuzione e habitat
Le specie di questo genere sono presenti in gran parte dell'Europa, nel Vicino Oriente e nel Nordafrica. Si possono trovare tipicamente tra le foglie dell'edera comune.

## Sistema di ingranaggi
Questi insetti sono gli unici animali in cui sia stata scoperta una forma biologica di ingranaggi, usati per la locomozione, e la prima descrizione formale di questo meccanismo è stata nell'Issus coleoptratus: gli ingranaggi mantengono le gambe sincronizzate, permettendo all'insetto di saltare in modo estremamente preciso, con un'accelerazione molto vicina ai 400 G in 2 millisecondi.
 
L'esistenza di ingranaggi in questo genere di insetti è conosciuto da decenni, ma lo zoologo Gregory Sutton e i suoi assistenti solo di recente hanno descritto la loro validità funzionale, avvalendosi di fotografie ad altà velocità presso l'Università di Cambridge. Gli ingranaggi sono stati trovati solo allo stadio ninfatico, e vengono persi durante la muta finale allo stadio adulto. Si ritiene che siano persi nello stadio adulto dopo l'ultima muta perché, nel caso in cui si rompessero, sarebbero irreparabili, paralizzando l'insetto a vita.

## Tassonomia

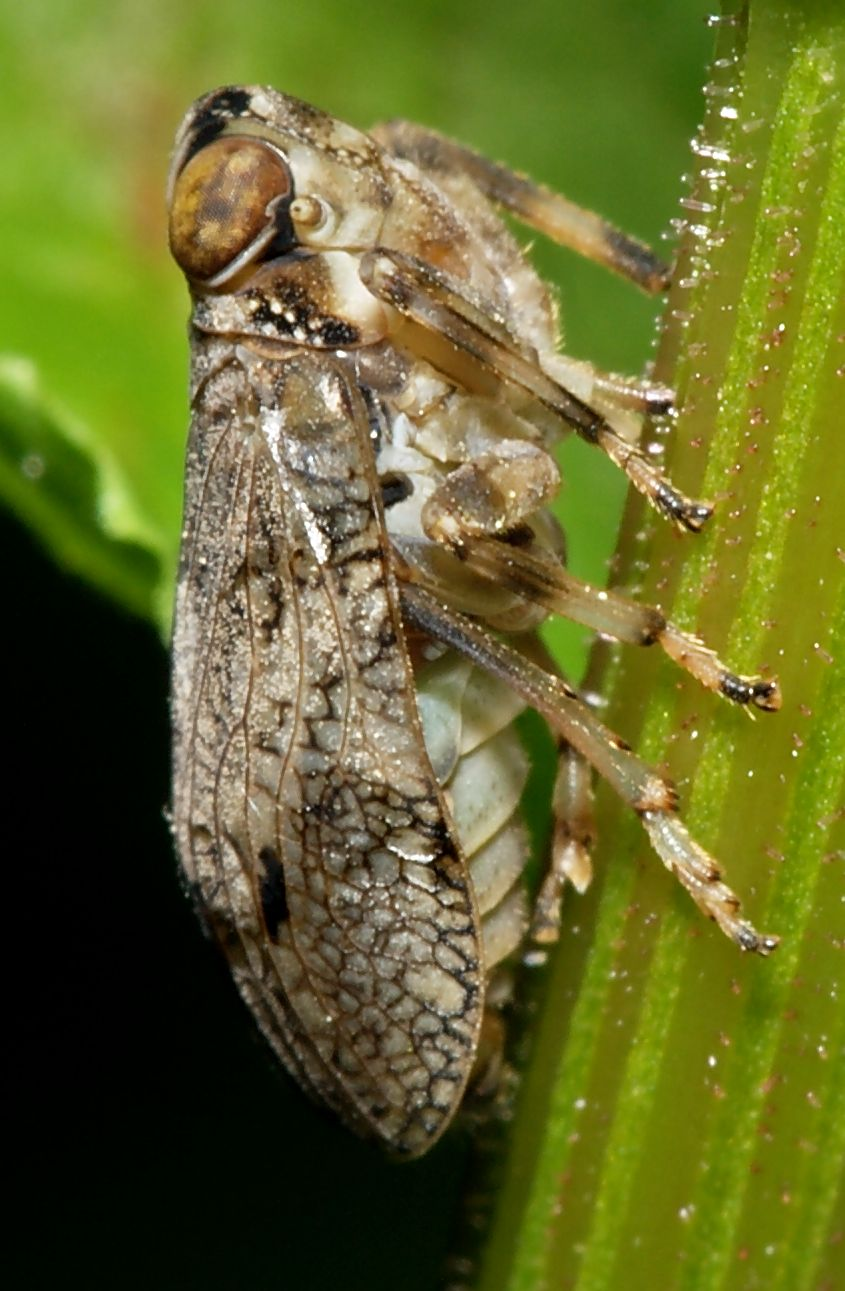
Issus coleoptratus

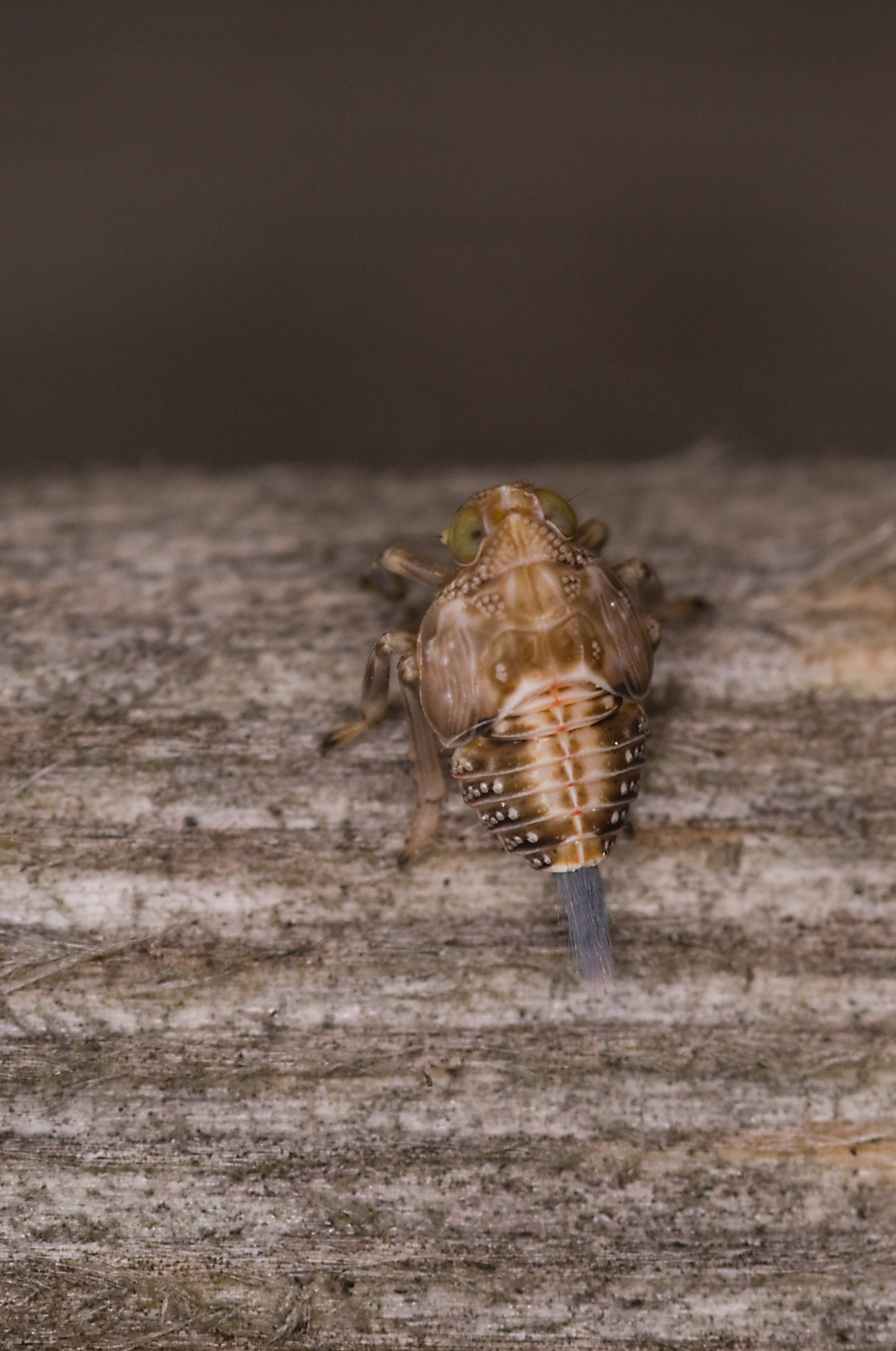
Ninfa di Issus coleoptratus

Il genere include le seguenti 29 specie:
- Issus analis Brullé, 1832
- Issus bellardi Melichar, 1906
- Issus bimaculatus Melichar, 1906
- Issus cagola Remane, 1985
- Issus cagracala Remane, 1985
- Issus cahipi Remane 1985
- Issus canalaurisi Sergel, 1986
- Issus canariensis  Melichar, 1906
- Issus capala  Remane 1985
- Issus capapi  Remane1985
- Issus cinereus (Olivier, 1791)
- Issus climacus Fieber, 1876
- Issus coleoptratus (Fabricius, 1781)
- Issus distinguendus Lindberg, 1954
- Issus fieberi Melichar 1906
- Issus fissala Fieber  1876
- Issus gracalama  Remane, 1985
- Issus gratehigo  Remane, 1985
- Issus hipidus  Remane, 1985
- Issus lauri  Ahrens, 1818
- Issus maderensis  Lindberg, 1956
- Issus muscaeformis  (Schrank, 1781)
- Issus padipus  Remane, 1985
- Issus paladitus  Remane, 1985
- Issus palama  Remane, 1985
- Issus pallipes  Lucas, 1853
- Issus pospisili  Dlabola, 1958
- Issus rarus  Lindberg, 1954
- Issus truncatus  Fieber, 1876